# James Fox (sångare)
James Fox (född som James Mullett), född 6 april 1976 i Cardiff, Storbritannien, är en brittisk artist, musiker och låtskrivare.
Redan som barn lärde han sig spela piano, gitarr och trummor. Efter skolan uppträdde han på kryssningsfartyg och klubbar, ibland under namnet Nick James. Han bildade bandet Force 5 med Kevin Simm och när denne blev medlem i Liberty X, tipsade han produktionsteamet om James. Därmed fick James kontrakt som soloartist och bakgrundssångare till Liberty X, Lulu och Wet Wet Wet. Han uppträdde även som fältartist i Bosnien-Hercegovina, Afghanistan och Falklandsöarna.
År 2003 deltog James Fox i BBC:s Fame Academy, där vinnaren lovades ett skivkontrakt. Han slutade på femteplats, och fick mer publicitet än tidigare. Året efter valdes han att representera Storbritannien i Eurovision Song Contest i Istanbul med balladen Hold on to Our Love. Där slutade han på sextondeplats av 24 länder. Singeln nådde plats 13 på brittiska singellistan.
Under 2004 spelade han rollen som Judas i den turnerande versionen av Jesus Christ Superstar och året efter medverkade han i Billy Joels musikal Movin' Out i USA och Kanada. När musikalen hade europapremiär i London 2006 var han åter i ensemblen.
I slutet av 2007 släppte han Six String, en CD med sex egenkomponerade låtar.
[uppföljning saknas]